# Franciszek Symon
Franciszek Albin Symon (ur. 3 stycznia 1841 w Dubowcu, zm. 26 maja 1918 w Krakowie) – duchowny rzymskokatolicki, rektor Akademii Duchownej w Petersburgu w latach 1884–1897, biskup nominat płocki w latach 1897–1901.

## Życiorys
Syn Piotra i Augustyny z Sereczyńskich Symonów, szlachty wołyńskiej. Kształcił się i studiował w Nowogrodzie Wołyńskim, Żytomierzu, Petersburgu i Monachium. Święcenia kapłańskie przyjął w Rzymie w 1864. Następnie był profesorem teologii w seminarium duchownym w Żytomierzu i Akademii Duchownej w Petersburgu. Początkowo wykładał archeologię biblijną, potem historię kościoła i wreszcie do końca 1877 roku pismo święte. W tym samym czasie został kanonikiem katedralnym łucko-żytomierskim. W latach 1884–1897 pełnił funkcję rektora tej ostatniej uczelni. Zreformował wówczas tok nauczania na uczelni, opracowując jej nowy statut, zwiększając wymagania dotyczące nadawania stopni naukowych. Wprowadził także nowe podręczniki teologiczne i ożywił studencki ruch naukowy.

### Biskup archidiecezji mohylewskiej
W 1891 został biskupem tytularnym Zenopolis i biskupem pomocniczym archidiecezji mohylewskiej. Sakrę biskupią przyjął w 27 marca 1892 w Petersburgu z rąk Aleksandra Bereśniewicza. Z uwagi na zły stan zdrowia i uległość metropolity Szymona Kozłowskiego, w latach 1892–1897 pełnił funkcję faktycznego administratora Kościoła rzymskokatolickiego w Rosji. Jako biskup pomocniczy mohylewski wizytował w zastępstwie arcybiskupa parafie katolickie na terenie Imperium Rosyjskiego. Bronił praw i autonomii Kościoła rzymskokatolickiego oraz przeciwstawiał się jego całkowitej rusyfikacji.

#### Konflikt z rządem rosyjskim
Po 1866 w diecezji mińskiej około trzydziestu proboszczów zaczęło wprowadzać do swych kościołów język rosyjski, jedni dla przypodobania się rządowi rosyjskiemu inni pod jego naciskiem. Wierni zaprotestowali przeciwko temu absencją w zruszczonych kościołach. Pomimo dekretu potępiającego wydanego przez Stolicę Apostolską, proboszczowie nadal używali języka rosyjskiego.
Gdy diecezję mińską przyłączono do archidiecezji mohylewskiej, w miarę wymierania proboszczów nazywanych rytualistami, arcybiskupi mohylowscy nowych na ich miejsce nie wyznaczali, ponieważ rząd nie zgadzał się na ponowne wprowadzenie języków polskiego lub białoruskiego. Do 1897 roku około 20 parafii nie miało proboszcza. Wysyłano prośby do cara i papieża. W końcu po długich pertraktacjach w 1897 roku zawarto układ, na mocy którego nowi proboszczowie mieli pozwolenie na odprawianie nabożeństw i sprawowanie sakramentów w języku łacińskim.
Na jego podstawie biskup Symon obsadził w krótkim czasie niemal wszystkie wakujące probostwa, informując każdego z nowo mianowanych proboszczów o konwencji zawartej między rządem a stolicą Apostolską. Na pytania w jakimże języku dzieci mają uczyć się katechizmu, czytać ewangelie, mówić nauki, zadawać pytania przy chrzcie, przy ślubie, ogłaszać święta, posty itd udzielił odpowiedzi, że konwencja, dotyczy tylko nabożeństw liturgicznych, więc wszystko inne, ma się odbywać w języku parafian. Tym sposobem język rosyjski został wyrugowany zupełnie z całej diecezji. Rząd oczekiwał, że po powrocie arcybiskup Kozłowski, cofnie zarządzenia swojego zastępcy. Ale ten odmówił. Ukarano więc biskupa Symona.
Gdy w lipcu 1897 roku został mianowany biskupem płockim wladze nie zgodziły się skazując go na wygnanie do Odessy. Przebywał tam w latach 1897–1901. W 1901 wyjechał z Rosji i zrezygnował z dalszych starań o katedrę biskupią w Płocku. Jako rekompensatę za utracone biskupstwo został mianowany przez papieża arcybiskupem tytularnym Attalii i wizytatorem dla katolickich parafii polonijnych w Stanach Zjednoczonych. Rząd rosyjski przyznał mu dożywotnią pensję w wysokości 2500 rubli rocznie i „prawo mieszkania, gdzie mu się podoba, z zabronieniem wszelakoż sprawowania jakichkolwiek funkcji w Rosji.”

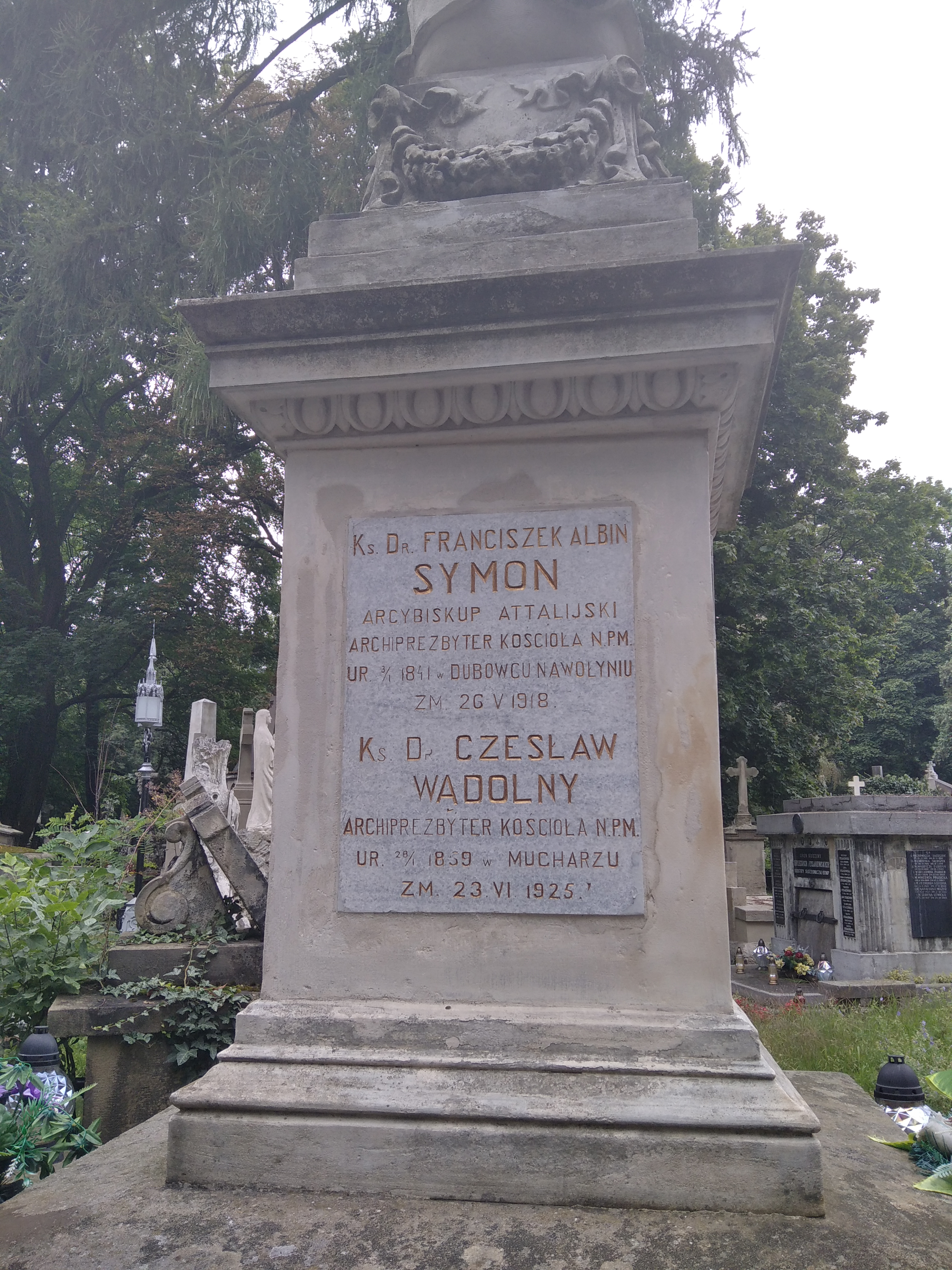
Grób Franciszka Symona na cmentarzu Rakowickim w Krakowie

W 1913 osiadł w Krakowie, gdzie do końca życia był archiprezbiterem przy kościele parafialnym Wniebowzięcia Najświętszej Marii Panny. Został pochowany w Krakowie na cmentarzu Rakowickim.